# Nemoria hazelae
Nemoria hazelae là một loài bướm đêm trong họ Geometridae.